# James Clerk Maxwell Prize for Plasma Physics
Il James Clerk Maxwell Prize for Plasma Physics è un riconoscimento annuale assegnato dall'American Physical Society (APS) a scienziati che hanno fornito contributi rilevanti nel campo della fisica del plasma. Il premio è stato istituto nel 1975 dalla Maxwell Technologies Inc. in onore del fisico James Clerk Maxwell ed è sponsorizzato dalla General Atomics. Il premio comprende una somma in denaro di 10.000 dollari statunitensi ed un riconoscimento ufficiale durante la conferenza annuale tenuta dalla divisione dell'APS sulla fisica del plasma.

## Elenco dei premiati
- 1975: Lyman Spitzer
- 1976: Marshall Rosenbluth
- 1977: John M. Dawson
- 1978: Richard F. Post
- 1979: Tihiro Ohkawa
- 1980: Thomas H. Stix
- 1981: John Nuckolls
- 1982: Ira B. Bernstein
- 1983: Harold Furth
- 1984: Donald William Kerst
- 1985: John H. Malmberg
- 1986: Harold Grad
- 1987: Bruno Coppi
- 1988: Norman Rostoker
- 1989: Ravindra N. Sudan
- 1990: William L. Kruer
- 1991: Hans R. Griem
- 1992: John M. Greene
- 1993: Russell Kulsrud
- 1994: Roy W. Gould
- 1995: Francis F. Chen
- 1996: Thomas Michael O'Neil
- 1997: Charles Kennel
- 1998: Boris Kadomcev
- 1999: John Bryan Taylor
- 2000: Akira Hasegawa
- 2001: Roald Sagdeev
- 2002: Edward A. Frieman
- 2003: Eugene Parker
- 2004: Noah Hershkowitz, Valery Godyak
- 2005: Nathaniel Fisch
- 2006: Chandrasekhar Joshi
- 2007: John Lindl
- 2008: Ronald Davidson
- 2009: Miklos Porkolab
- 2010: James F. Drake
- 2011: Gregor Morfill
- 2012: Liu Chen
- 2013: Phillip Sprangle
- 2014: Clifford Surko
- 2015: Masaaki Yamada
- 2016: Ellen Gould Zweibel
- 2017: Dmitrij Rjutov
- 2018: Keith Burrell
- 2019: William Matthaeus
- 2020: Warren Bicknell Mori
- 2021: Margaret G. Kivelson
- 2022: Amitava Bhattacharjee